# Писков, Камен
Камен Пенев (Пеневич) Писков (болг. Камен Пенев Писков, 7 августа 1909, Шумен — 19 декабря 1972, Габрово) — болгарский шахматист, чемпион Болгарии 1947 г. (поделил 1—2 места с Ю. Тошевым, дополнительные соревнования не проводились).

## Биография
Родился в семье болгарских антифашистов Пеньо и Велы Писковых. После Апрельских событий 1925 г. бежал в Советский Союз. Получил инженерное образование по специальности «двигатели внутреннего сгорания». До начала Великой Отечественной войны работал на одном из уральских заводов.
В 1945 г. вернулся в Болгарию. Работал преподавателем в Военной академии им. Г. Раковского.
Скоропостижно скончался во время турнира в Габрове в декабре 1972 г.
В 2009 г. к столетию со дня рождения шахматиста в Софии был организован мемориал К. Пискова.

## Спортивные результаты
| Год  | Город   | Соревнование                                              | +  | − | = | Результат | Место |
| ---- | ------- | --------------------------------------------------------- | -- | - | - | --------- | ----- |
| 1946 | Белград | Балканиада                                                |    |   |   |           |       |
| 1947 | София   | Чемпионат Болгарии                                        | 11 | 3 | 3 | 12½ из 17 | 1—2   |
|      | София   | Балканиада (сборная Болгарии, 4-я доска)                  | 0  | 2 | 1 | ½ из 3    |       |
| 1949 | София   | Матч Болгария — Чехословакия (против Л. Альстера)         | 1  | 0 | 1 | 1½ из 2   |       |
| 1950 | Прага   | Матч Чехословакия — Болгария (против Я. Шайтара)          | 1  | 2 | 1 | 1½ из 4   |       |
| 1954 | Галле   | Матч ГДР — Болгария (против Б. Малиха и Э. Келлер-Герман) | 2  | 0 | 0 | 2 из 2    |       |
| 1960 | София   | Чемпионат Болгарии                                        | 2  | 8 | 9 | 6½ из 19  | 18—19 |